# Lidia Redondo de Lucas
Lidia Redondo de Lucas (Losar de la Vera, 5 de febrero de 1966-13 de abril de 2018) fue una librera y política española.

## Biografía
Estudió antropología en la Universidad Autónoma de Barcelona.
Miembro del Partido Regionalista Extremeño, fue concejal en su localidad natal (1995-1999) y era miembro de la directiva de Coalición Extremeña. Senadora por la provincia de Cáceres de 2005 a 2008 dentro de la candidatura del PSOE, en sustitución de José Javier Corominas Rivera, que dimitió para incorporarse a la Agencia de la Vivienda de Extremadura.
Desde enero de 2008 hasta marzo de 2010 fue directora general de Administración Local de la Consejería de Agricultura y Desarrollo Rural de la Junta de Extremadura.